# Panamerikanische Spiele 2015/Leichtathletik – Weitsprung der Frauen

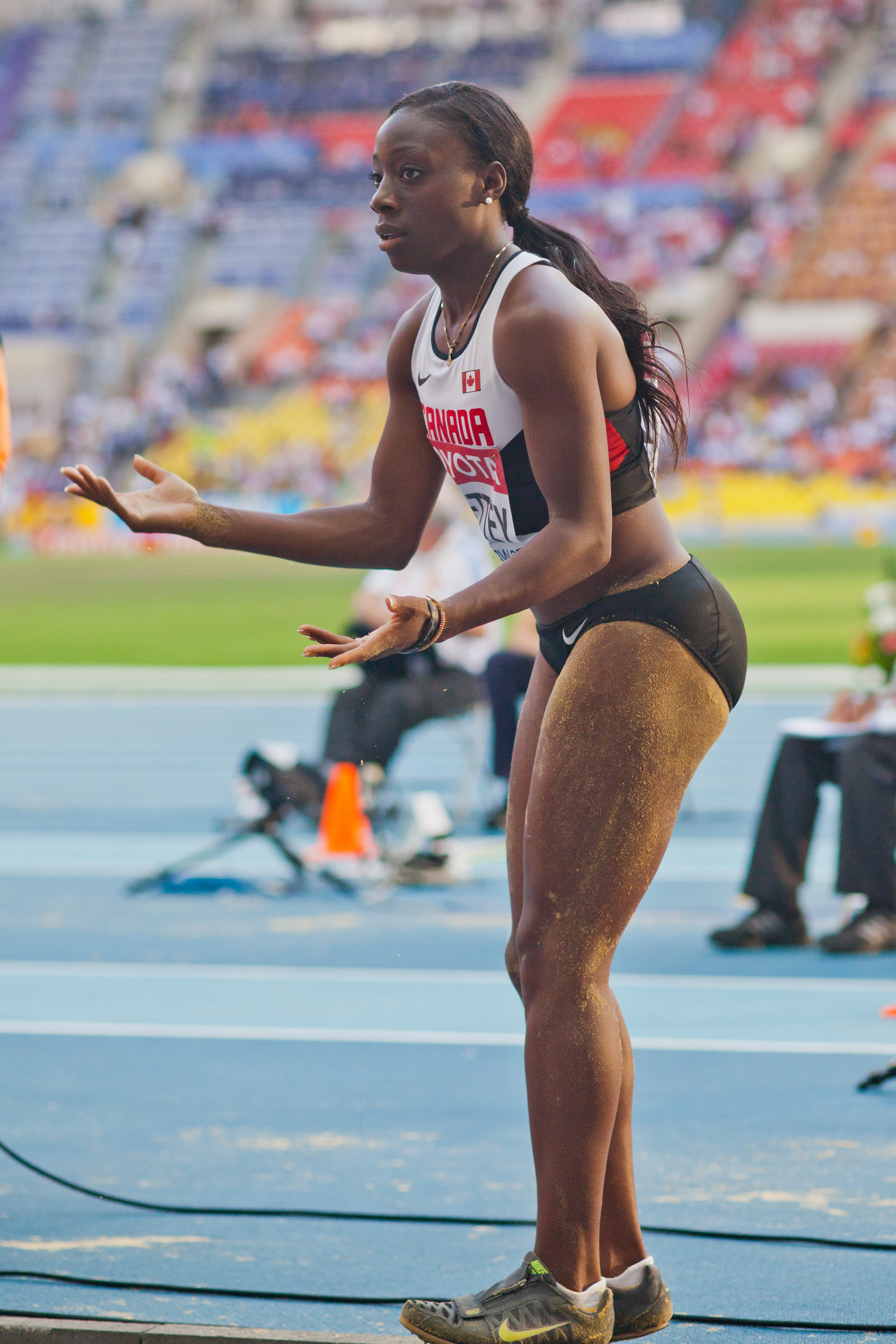
Die Siegerin Christabel Nettey (2013)

Der Weitsprung der Frauen bei den Panamerikanischen Spielen 2015 fand am 24. Juli im CIBC Pan Am und Parapan Am Athletics Stadium in Toronto statt.
15 Weitspringerinnen aus elf Ländern nahmen an dem Wettbewerb teil. Die Goldmedaille gewann Christabel Nettey mit 6,90 m, Silber ging an Bianca Stuart mit 6,69 m und die Bronzemedaille gewann Sha'Keela Saunders mit 6,66 m.

## Rekorde
Vor dem Wettbewerb galten folgende Rekorde:
| Weltrekord        | Galina Tschistjakowa | 7,52 m | Leningrad, Sowjetunion                                      | 11. Juni 1988   |
| Rekord der Spiele | Jackie Joyner-Kersee | 7,45 m | Panamerikanische Spiele in Indianapolis, Vereinigte Staaten | 13. August 1987 |

## Ergebnis
24. Juli 2015, 19:25 Uhr
| Platz | Athletin              | Land                     | 1. Versuch | 2. Versuch | 3. Versuch | 4. Versuch                                    | 5. Versuch                                    | 6. Versuch                                    | Weite (m) |
| ----- | --------------------- | ------------------------ | ---------- | ---------- | ---------- | --------------------------------------------- | --------------------------------------------- | --------------------------------------------- | --------- |
|       | Christabel Nettey     | Kanada                   | 6,81       | 6,56       | 6,61       | 6,80                                          | 6,90                                          | 6,84                                          | 6,90      |
|       | Bianca Stuart         | Bahamas                  | 6,32       | 6,37       | 6,57       | 6,69                                          | 6,64                                          | x                                             | 6,69      |
|       | Sha'Keela Saunders    | Vereinigte Staaten       | 6,47       | 6,30       | 6,40       | 6,41                                          | x                                             | 6,66                                          | 6,66      |
| 4     | Brianne Theisen-Eaton | Kanada                   | 6,59       | 6,64       | 6,52       | 6,56                                          | 6,46                                          | 6,52                                          | 6,64      |
| 5     | Chantel Malone        | Britische Jungferninseln | x          | x          | 6,55       | 6,53                                          | 6,62                                          | 6,52                                          | 6,62 SB   |
| 6     | Akela Jones           | Barbados                 | 5,67       | 6,53       | 6,28       | 6,51                                          | 6,60                                          | 6,22                                          | 6,60 NR   |
| 7     | Irisdaymi Herrera     | Kuba                     | 6,23       | 6,50       | 6,26       | 6,44                                          | 6,44                                          | 6,43                                          | 6,50      |
| 8     | Quanesha Burks        | Vereinigte Staaten       | 6,41       | 6,47       | 6,35       | 6,43                                          | x                                             | 6,43                                          | 6,47      |
| 9     | Keila Costa           | Brasilien                | x          | 6,41       | x          | nicht im Finale der besten acht Springerinnen | nicht im Finale der besten acht Springerinnen | nicht im Finale der besten acht Springerinnen | 6,41      |
| 10    | Eliane Martins        | Brasilien                | x          | x          | 6,40       | nicht im Finale der besten acht Springerinnen | nicht im Finale der besten acht Springerinnen | nicht im Finale der besten acht Springerinnen | 6,40      |
| 11    | Yulimar Rojas         | Venezuela                | x          | x          | 6,36       | nicht im Finale der besten acht Springerinnen | nicht im Finale der besten acht Springerinnen | nicht im Finale der besten acht Springerinnen | 6,36      |
| 12    | Paola Mautino         | Peru                     | 6,11       | 6,35       | 5,91       | nicht im Finale der besten acht Springerinnen | nicht im Finale der besten acht Springerinnen | nicht im Finale der besten acht Springerinnen | 6,35      |
| 13    | Macarena Reyes        | Chile                    | 5,99       | x          | 5,86       | nicht im Finale der besten acht Springerinnen | nicht im Finale der besten acht Springerinnen | nicht im Finale der besten acht Springerinnen | 5,99      |
| 14    | Yilian Durruthy       | Kuba                     | x          | 5,94       | 5,92       | nicht im Finale der besten acht Springerinnen | nicht im Finale der besten acht Springerinnen | nicht im Finale der besten acht Springerinnen | 5,94      |
| 15    | Yuliana Angulo        | Ecuador                  | x          | 5,76       | x          | nicht im Finale der besten acht Springerinnen | nicht im Finale der besten acht Springerinnen | nicht im Finale der besten acht Springerinnen | 5,76      |